# Hildigunn Eyðfinsdóttir

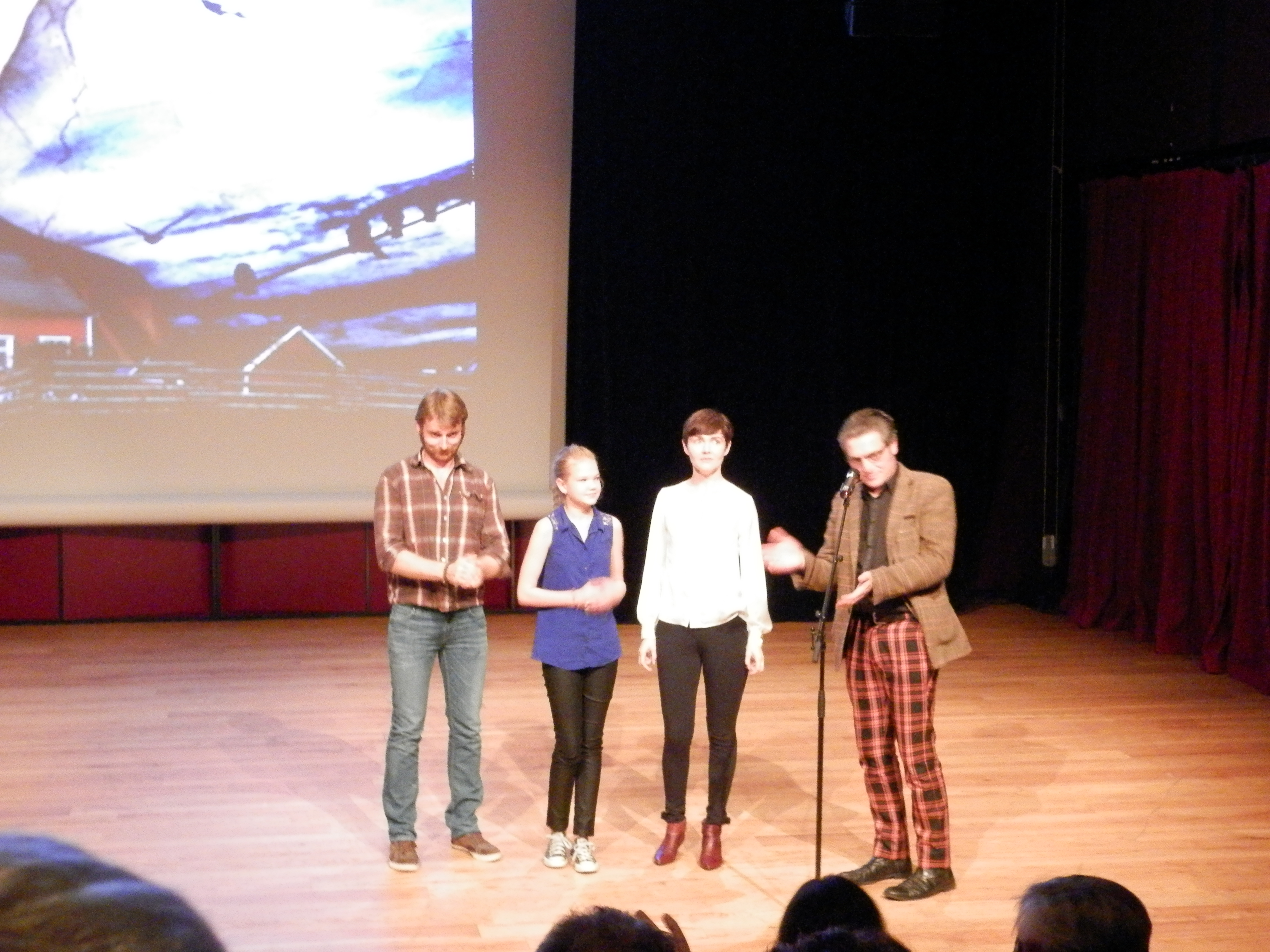
Hjálmar Dam, Lea Blaaberg, Hildigunn Eyðfinsdóttir und Hugin Eide

Hildigunn Eyðfinsdóttir (* 26. April 1975 in Tórshavn auf den Färöern) ist eine färöische Theater- und Filmschauspielerin.
Sie ist die Tochter der Filmemacherin Katrin Ottarsdóttir und sowohl auf den Färöern als auch in Dänemark aufgewachsen. Sie ist ausgebildet in Operngesang, klassischem Ballet, modernem und afrikanischem Tanz und beherrscht vier Sprachen.
Ihr Debüt hatte sie 1989 in mehreren Nebenrollen in Atlantic Rhapsody, dem ersten färöischen Spielfilm der Geschichte. 1996 wurde sie in die Theatergruppe Remote Control des Belgiers Michael Laub aufgenommen. In den folgenden Jahren tourte sie mit deren Stücken Planet Lulu und Francula durch Europa.
1998 spielte sie als Rannvá eine Hauptrolle im preisgekrönten Roadmovie Bye Bye Bluebird, der auch von ihrer Mutter stammt. 1999 folgte eine Reihe von Rollen in The Wake, einem achtstündigen Film von Mikael Kvium und Christian Lemmerz.